# Carex fragilis
Carex fragilis är en halvgräsart som beskrevs av Francis M.B. Boott. Carex fragilis ingår i släktet starrar, och familjen halvgräs.
Artens utbredningsområde är Sikkim. Inga underarter finns listade i Catalogue of Life.